# Мамалига Анастасія Іванівна
Анастасі́я Іва́нівна Мамали́га (31 липня 1940, Трипілля Київської області — 21 травня 2023, Київ) — український мовознавець, доктор філологічних наук, професор кафедри мови та стилістики Інституту журналістики Київського національного університету імені Тараса Шевченка (з 1989).

## Життєпис
Народилася в Трипіллі на Київщині в родині службовців. Батько був керівником будівельного підприємства, мати — директоркою дитячого будинку. Після повернення з евакуації сім’я деякий час мешкала в Харкові, потім переїхала до Києва, де Анастасія в 1957 році закінчила із золотою медаллю середню школу № 117 імені Лесі Українки.
Навчалася в Київському педагогічному інституті на факультеті мови та літератури (1957—1960). Закінчила філологічний факультет Київського університету (1960—1963), аспірантуру (1968), докторантуру (1984) Київського університету.
Кандидатська дисертація на тему «Лексика праці й професій у мові М. Горького» (1969), докторська дисертація «Закономірності системно-структурної організації публіцистичного тексту» (1988).
Стажувалася в Інституті мовознавства ім. О. Потебні АН України (1984, 1990).
У 1963—2015 роках працювала в Київському університеті:
- 1963–65 — старший лаборант загальнонаукового факультету,
- 09.1968-04.1969 — молодший науковий співробітник філологічного факультету (група слов'янської філології),
- 1969–71 — в. о. доцента кафедри російської мови філологічного факультету;
- 04.1971-02.1989 — доцент факультету журналістики,
- з 09.1989 — професор кафедри стилістики (тепер кафедра мови та стилістики) Інституту журналістики КНУ.

Викладала навчальні курси та дисципліни: «Мова ЗМІ», «Сучасна українська мова», «Українська мова у ЗМК» («Українська мова у професійному спілкуванні») та ін., для магістрантів — «Науковий практикум», «Педагогічна майстерність». Читала спецкурс «Соціальні комунікації і сучасні проблеми топоніміки».
Підготувала п'ятьох молодих науковців до захисту дисертації на здобуття наукового ступеня кандидата наук.
Похована на Берковецькому кладовищі  (ділянка 119).

## Наукові інтереси і праці
Сфера наукових інтересів: структура тексту, мовні стилі та жанри, лексикографія, журналістське текстознавство, стилістика, наукове редагування, медіалінгвістика.
Опублікувала понад 160 праць, серед яких 2 монографії, підручники, 2 посібники, зокрема:
- Структура газетного текста. Киев, 1983;
- Сучасна українська мова: Підручник (у співавт.). Київ, 1991;
- Анализ структуры публицистического текста: Учебное пособие. Киев, 1992.
- Сучасна українська мова. Синтаксис: Підручник (у співавт.). Київ, 1994;
- Словники сучасної мовної практики (у співавт.). Київ, 1996;
- Сучасна українська мова: Підручник для студентів гуманітарних спеціальностей вищих закладів освіти (у співавт.). Київ, 1997, перевидано в 2000, 2001, 2005, 2008;
- Нариси про текст. Теоретичні питання комунікації і тексту: Монографія (у співавт.). Київ, 1998.

## Організація конференцій
У 1994 році зусиллями професора Анастасії Мамалиги й доцента Ольги Пазяк було започатковано проведення міжвузівської (згодом — міжнародної) науково-практичної конференції з питань функціонування та розвитку української мови в засобах масової комунікації. Відтоді ці конференції на базі Інституту журналістики КНУ проходять щороку (з 2010 — під постійною назвою «Мова. Суспільство. Журналістика»). Професор А. І. Мамалига протягом 1994 — 2015 років була головою (згодом — співголовою) їх організаційних комітетів.

## Громадська діяльність
Член президії ради ветеранів війни та праці Київського університету. Упродовж багатьох років очолювала раду ветеранів Інституту журналістики КНУ.

## Відзнаки
- Орден «За заслуги» ІІІ ступеня (2005)
- Медаль «Ветеран праці. За довгорічну сумлінну працю»
- Знак «Ушинський К. Д.» (2009)
- Почесна відзнака Київської міської державної адміністрації (2003)
- Відзнака Вченої ради КНУ ІІІ ступеня (2009)
- Почесні грамоти Київського університету (1974, 1977, 1987)
- Почесна грамота Національної спілки журналістів України (1995)